# Jane Clifton
Jane Clifton (Gibraltar, 10 de abril de 1949) es una actriz y cantante británica, más conocida por interpretar a Margo Gaffney en la serie Prisioner. 

## Biografía
Nació en Gibraltar, pero emigró a Australia en 1961.
Es una celebrante civil, por lo que puede realizar ceremonias de matrimonio.

## Carrera
Ha aparecido en varias obras de teatro y series de televisión.
Entre las películas y series en las que ha participado se encuentran The Clinic, A Slice of Life, Sweet and Sour y Carson's Law, entre otras. 
En 1979 se unió al elenco de la popular serie de televisión Prisoner, donde interpretó a la dura prisionera Margo Gaffney hasta 1984.
En 2001 interpretó a Joy Gold, la madre de Barry Gold en la serie Shock Jock.
El 15 de noviembre de 2010, apareció como invitada en la exitosa serie australiana Neighbours, donde interpretó a Nerida Willow.

## Filmografía
Series de televisión
| Año         | Programa               | Personaje           | Notas                                |
| ----------- | ---------------------- | ------------------- | ------------------------------------ |
| 2010        | Neighbours             | Jueza Nerida Willow | 4 episodios                          |
| 2001        | Shock Jock             | Joy Gold            | episodio "Cops and Dobbers"          |
| 2001        | Round the Twist        | Productora          | episodio "TV or Not TV"              |
| 1989        | The Power, the Passion | Carla Graham        | tv serie                             |
| 1986        | Five Times Dizzy       | -                   | tv serie                             |
| 1986        | Dancing Daze           | Lee Harper          | tv serie                             |
| 1979 - 1984 | Prisoner               | Margo Gaffney       | 107 episodios                        |
| 1984        | Special Squad          | -                   | episodio "Brothers"                  |
| 1981        | Holiday Island         | Fran                | episodio "Mother's Revenge"          |
| -           | Skyways                | Shelley             | episodio "The Flying Sleuths"        |
| 1978        | Against the Wind       | Convicta            | episodio "The Wild Geese"            |
| 1977        | Bluey                  | Seaboots            | episodio "Father and Son 'Homicide'" |
| 1973        | Division 4             | -                   | episodio "Travelling Man"            |

Películas
| Año  | Programa              | Personaje       | Notas                    |
| ---- | --------------------- | --------------- | ------------------------ |
| 2010 | Matching Jack         | Doctora de Finn | junto a Kodi Smit-McPhee |
| 1992 | Garbo                 | Mayor           | junto a Stephen Kearney  |
| 1990 | A Kink in the Picasso | Bella           | -                        |
| 1988 | As Time Goes by       | Mecánica        | junto a Don Bridges      |
| 1986 | A Single Life         | Lee             | -                        |
| 1983 | A Slice of Life       | Fay             | -                        |
| 1982 | The Clinic            | Sharon          | -                        |
| 1975 | Pure S                | Chica Fiestera  | -                        |

Novelas
| Año | Programa           | Notas  |
| --- | ------------------ | ------ |
| -   | Half Past Dead     | autora |
| -   | A Hand in the Bush | autora |

Teatro
| Año | Obra              | Personaje | Director | Notas                                |
| --- | ----------------- | --------- | -------- | ------------------------------------ |
| -   | The Pack of Women | -         | -        | -                                    |
| -   | Mum's the Word    | -         | -        | -                                    |
| -   | The Mini Busettes | -         | -        | junto a Betty Bobbitt & Colette Mann |